# アングロ＝ノルマン語
アングロ＝ノルマン語（アングロ ノルマンご、Anglo-Norman language）は、かつてイングランドで用いられたロマンス語に分類される言語。

## 概要
1066年のノルマン・コンクエストによりイングランドにノルマンディー地方で話されていたオイル語（北フランスの言語のひとつ）の一種であるノルマン語がもちこまれて形成された。アングロフレンチ（Anglo-French）とも呼ばれる。ノルマン・コンクエスト以降、アングロ＝ノルマン語がイングランドの貴族社会の言語となり、英語も古英語から中英語に変化した。英語の単語の半数ほどがアングロ＝ノルマン語に由来するといわれる。
ウィリアム征服王によるノルマン・コンクエストの時代に、ウィリアム以下ノルマンディーから北部、西部フランス出身の侵攻者が話していたのはオイル語の各方言であり、そのひとつにノルマン語があった。そのほか、西部フランスで使われていたピカルディ語の方言を話す者がいたとも考えられている。これら諸言語が融合してアングロ＝ノルマン語という孤立した言語集団が形成され、12世紀から15世紀まで文章語、のちには行政語として広く用いられた。
もちろんこの時代の話し言葉の正確な状況について詳細を知るのは困難で、確実な知識が得られるのは書面語のみである。しかしアングロ＝ノルマン語がノルマン貴族の話し言葉として広範囲に用いられたこと、また法廷、学校、大学などで用いられ、のちには下級貴族や勃興しつつあった町人階級の少なくとも一部で使用されたことは明らかである。13世紀から15世紀にかけて、私信や商用信がアングロ＝ノルマン語で書かれており、13世紀半ば以降に作られた非母語話者向けの教材の原稿が残っていることから、貴族以外の階級でもアングロ＝ノルマン語の学習に意欲的であったことがうかがえる。
アングロ＝ノルマン語は最終的には英語に押され消えゆくことになるが、この時期に広く流布したことで英語の語彙に現在にまで及ぶ影響を与えた。そのため現在でもドイツ語やオランダ語に見られるようなゲルマン語起源の単語は、英語では一部が失われ、多くの語ではアングロ＝ノルマン語起源の類義語と共存することになった。
また、ox(単数形)とoxen(複数形)や、foot(単数形)とfeet(複数形)のような古英語的な複数形の形態よりも、アングロ＝ノルマン語に由来する-sや-esが英語の複数形として主流となった。
他にもアングロ＝ノルマン語の影響として、attorney general（司法総裁）、heir apparent（法定推定相続人）、court martial（軍法会議）、body politic（統治体）など、行政用語、法律用語の中に形容詞が名詞に後置するものが英語にはみられる。

## アングロ＝ノルマン語の使用と発達
アングロ＝ノルマン語文化圏の重要な作家にはジャージー生まれの詩人ウァースと、マリー・ド・フランスがいる。ノルマン朝期の文学は、後世のノルマン語文学にとっての文学的原点とされ、特に19世紀のノルマン文芸復興のさいや、20世紀に入ってもアンドレ・デュポン『コタンタン叙事詩』において、そのような見方が顕著であった。チャンネル諸島の言語・文学もアングロ＝ノルマン語、アングロ＝ノルマン文学と呼ばれることがあるが、これはチャンネル諸島をフランス語で「îles anglo-normandes（アングロ＝ノルマンド諸島）」と呼ぶところから生じた誤解である。チャンネル諸島で話されるのは昔も今もノルマン語の方言であってアングロ＝ノルマン語ではない。
イングランドにおいてアングロ＝ノルマン語が主たる行政語となることはなく、中世のほとんどの時期において法律関係をはじめとする公文書の記録に用いられたのは主にラテン語であった。しかし13世紀後半から15世紀前半にかけて、アングロ＝ノルマン語は、訴訟記録、契約書、法令、公用信、さらにさまざまなレベルでの交易語として非常に重要な役割を担った。アングロ＝ノルマン語を媒介して、イタリア語、アラビア語、スペイン語、カタルーニャ語など、遠隔地域の外国語がイングランドに入りこみ、英語へ流入したことを示す証拠もある。
のちの時代の文書におけるアングロ＝ノルマン語は、その後もフランス本国の言語変化を部分的に取り入れアングロ＝ノルマン語としての多くの方言的特徴を失い、ためにしばしば綴りにおいて相違はあったものの、少なくともいくつかの点、いくつかの社会的状況においてフランス語の方言連続体の一部であり続けた。しかし15世紀後半までにアングロ＝ノルマン語は独自の変化を遂げることになる（Law French参照）。この言語は19世紀末まで「ノルマン＝フランス語」と呼ばれていたが、文献学的にはノルマン語的特徴を示すものは何もない。「ノルマン＝フランス語」は次第に法律、行政、商業、科学の各分野に浸透した。それらの分野で残された多くの文献から、アングロ＝ノルマン語の生命力と重要さをうかがい知ることができる。
政治面に与えた注目すべき影響のひとつとして、現在もイギリスの議会での法案承認や法制化勅許の際にアングロ＝ノルマン語の定型文を用いることがある。たとえば以下のようなものがある。
- Soit baille aux Communes（「庶民院に送付せしめよ」　貴族院から庶民院への法案送付時）
- A ceste Bille (avecque une amendement/avecque des amendemens) les Communes sont assentus（「この法案に（修正付きにて）庶民院は同意せり」　庶民院を通過した法案の貴族院への再送付時）
- A cette amendement/ces amendemens les Seigneurs sont assentus（「この修正に貴族院は同意せり」　庶民院から貴族院へ再送付された法案の修正部分が貴族院で同意されたとき）
- Ceste Bille est remise aux Communes avecque une Raison/des Raisons（「この法案は理由を付し庶民院へ差し戻す」　庶民院による修正部分に貴族院が同意しなかったとき）
- Le Roy/La Reyne le veult（「国王／女王そを欲す」　公法案勅許時）
- Le Roy/La Reyne remercie ses bons sujets, accepte leur benevolence et ainsi le veult（「国王／女王良民の奉仕を多としかくのごとく欲す」　歳出法案勅許時）
- Soit fait comme il est désiré（「望まるるがままになさしめよ」　私法案勅許時）
- Le Roy/La Reyne s'avisera（「国王／女王深慮せん」　勅許保留時）

これら定型文は厳密には、s'aviseraが過去にはs'uviseraやs'advisera、ReyneがRaineと綴られたように、時代により綴りに異同がある。

## 中世イングランドの3カ国語併用
最も古いフランス語の記録とされるものの多くは、正確にはアングロ＝ノルマン語である。フランスでは、貴族階級、教育、商業、ローマ・カトリック教会で用いられる言語はラテン語であり、記録もラテン語によって行われたため、文書が日常語で書かれることはほとんどなかった。イングランドでもラテン語は1066年のノルマン・コンクエスト以前からアングロ＝サクソン語と併用されていたが、中世においてもラテン語が消失することはなく、教会、王朝、地方行政の多くでラテン語が用いられた。
13世紀半ばにフランスでフランス語を書面語に用いる動きが起こったが、同じ頃イングランドでもアングロ＝ノルマン語が主たる書面語になった。この頃からアングロ＝ノルマン語に変種が目立ちはじめ、非常に地域化したものから、パリのフランス語と近似した、場合によっては見分けがつかないレベルのものまで多様化した。そのため、一般に地方の文書は大陸のフランス語と非常に隔たったものになる一方で、外交文書、国際交易文書はその頃大陸に起こり始めた文章規範と非常に近似したものであった。ただし、この時代にも英語は日常語であり続けていた。1362年、イングランド王エドワード3世は、「訴答手続き法」を制定し、英語をイングランドにおける唯一の公用語とした。しかし、18世紀までは、アングロ＝ノルマン語は「法律用フランス語」として使われ続けた。

## アングロ＝ノルマン語の特徴
他のオイル語方言と同様、アングロ＝ノルマン語も、文法、発音、語彙面において、後にパリ＝フランス語となる中央ガロ・ロマンス語に付随して発達した。ここで重要なのは、1539年のヴィレル・コトレ布告（Ordinance of Villers-Cotterêts）署名以前にはもちろん、1539年からかなり経った後でも、フランス語はフランス王国の公式の行政用語として標準的に用いられてはいなかったことである。 
中英語はアングロ＝ノルマン語から強い影響を受けた。語源辞書にはアングロ＝ノルマン語の英語への影響が記述されていないことが多いこと、フランス語から英語への語の伝播をアングロ＝ノルマン語を経由して説明できること、また1066年から1200年ごろにかけての主として英語による文書記録は欠落しているが、アングロ＝ノルマン語はその間隙を埋めうるものであることから、語源学者ウィリアム・ロズウェルはアングロ＝ノルマン語を英語語源学における「ミッシングリンク」を埋めるものと呼んでいる。 
アングロ＝ノルマン語の語形態と発音は、英語に残る痕跡から推定され、多くの場合フランス語との比較も用いられる。この比較対照によって英語は多くの二重語を持っていることが分かる。
- warranty（保証） - guarantee（保証）
- warden（番人） - guardian（保護者）
- glamour（魅力） - grammar（文法、下記参照）
- catch（つかまえる） - chase（追いかける、下記参照）

以下のような対応もみられる。
- wage（報酬、アングロ・ノルマン語） - gage（担保、フランス語）
- wait（待つ） - guetter （見張る、フランス語）
- war（戦争、アングロ・ノルマン語 werre より） - guerre（戦争、フランス語）
- wicket（窓口、アングロ・ノルマン語） - guichet （窓口、フランス語）

前舌母音の前の軟口蓋子音の口蓋音化により、ノルマン語では、のちにフランス語になるオイル語中部方言とは異なる変化を生じた。よってたとえば英語では、ノルマン語のféchounからfashion（流行）となったのに対し現代フランス語ではfaçon（流儀）となった。
母音/a/の前の軟口蓋音の口蓋化はフランス語には生じたが、ジョレ線（Joret line）以北のノルマン語には生じなかった。その結果英語では軟口蓋破裂音を保持したが、フランス語では摩擦音に変化した。
| 英語                    | < ノルマン語 | = フランス語            |
| ----------------------- | ------------ | ----------------------- |
| cabbage                 | < caboche    | = chou（キャベツ）      |
| candle                  | < caundèle   | = chandelle（ろうそく） |
| castle                  | < caste(l)   | = château（城）         |
| cauldron（大釜）        | < caudron    | = chaudron（鍋）        |
| causeway                | < cauchie    | = chaussée（道路）      |
| catch（捕まえる）       | < cachi      | = chasser（狩る）       |
| cater（飲食を提供する） | < acater     | = acheter（買う）       |
| wicket                  | < viquet     | = guichet（窓口）       |
| plank                   | < pllanque   | = planche（板）         |
| pocket                  | < pouquette  | = poche（ポケット）     |
| fork                    | < fouorque   | = fourche（熊手）       |
| garden                  | < gardin     | = jardin（庭）          |

captain（船長）、kennel（犬小屋）、cattle（ウシ）、canvas（キャンバス）なども、フランス語で失われたラテン語由来の/k/音が、ノルマン語では保持されていたことを示す例である。
ただし一部には英語に取り入れられた後で口蓋化した借用語もある。例えばchallengeはノルマン語ではcalonge、中英語ではkalangeまたはkalengeであり、のちに口蓋化してchalangeとなった。フランス語では古フランス語の段階からすでにchallenge、chalongeのように口蓋化している。
母音にも違いがあり、パリ＝フランス語のprofond（深い）、son（音）、rond（丸い）に対しアングロ＝ノルマン語ではprofound、soun、roundとなっている。アングロ＝ノルマン語ではもともと'プロフーンド'、'スーン'、'ルーンド'のように発音された（現代ノルマン語でも同様に母音が非鼻音化している）が、のちに現代英語のような発音に変化した。
ノルマン人によってフランス語からもたらされたアングロ＝ノルマン語の単語の多くは、フランスで起きた音声変化の影響を受けなかったため、英語では古い時代の発音を保持していることがある。たとえば、中世フランス語では'ch'の発音は/tʃ/だったが、現代フランス語では/ʃ/となっている。しかし英語ではchamber（部屋）、chain（鎖）、chase（追跡）、exchequer（大蔵省）のように古い時代の発音が保たれている。
同様に'j'は古い時代には/dʒ/であり、英語や現代ノルマン語の方言の一部でも/dʒ/と発音するが、現代フランス語では/ʒ/音に変化した。
veil（ヴェール）やleisure（余暇）は/ei/という音を保持している（現代ノルマン語のvaile、laîsiも同様）が、フランス語（voile、loisir）では/wɑː/に置き換わった。
mushroom（キノコ）、cushion（クッション）は後部歯茎摩擦音/ʃ/を保持しているが、フランス語mousseron、coussinでは正書法上からもその痕跡が消えてしまっている。逆にsugar（砂糖）は、綴りはフランス語のsucreと部分的に同じだが、発音はノルマン語のchucreに似ている。元の音はバスク語のsのような、/s/音と/ʃ/音の中間の舌尖歯擦音であったのかもしれない。
姉妹語のcatch（つかむ）とchase（追う）はどちらも俗ラテン語のcaptiare（とる）から派生した言葉であるが、catchはノルマン語における軟口蓋音の発達を反映しているのに対し、chaseはフランス語から入り意味も異なる語である。
アングロ＝ノルマン語とフランス語の間の意味の違いにより、現代英語と現代フランス語の間には、形態が似ているが意味が異なる多数の空似言葉を生じた。
英語におけるゲルマン語、特にスカンジナヴィア起源の語彙を検討していくと興味深いことが分かる。ノルマン語はロマンス語族に属するが、ゲルマン語派に属するノルド語から多数の語彙を借用しているため、アングロ＝ノルマン語としてイングランドに流入した語の中にはゲルマン語起源のものも含まれる。実際、flock（群れ、ノルマン・コンクエスト以前に存在したゲルマン語起源の英語）とflloquet（ゲルマン語起源のノルマン語）のように、起源を同じくする語を見つけることができる。mug（マグカップ）のような例では、ある場合に、すでにスカンジナヴィア語から受けていた言語的影響をアングロ・ノルマン語がさらに強めた可能性があることを示している。mugという語はヴァイキング入植により英語の北部方言に入っており、他方ノルマン人（ノルド人）によってノルマンディーにも流入していたが、そのノルマンディーのmugがノルマン・コンクエストにより英語の南部方言に入りその後他の方言に浸透した。英語のmugはアングロ＝ノルマン語におけるゲルマン語の複雑な痕跡を示す例となっているといえる。
現代の英語表現の中にはアングロ＝ノルマン語に起源を持つものも多い。たとえばbefore-hand（前もって）はアングロ＝ノルマン語のavaunt-mainから派生したものである。ほかにも興味深い語源を持つ語は多くあり、mortgage（抵当）はアングロ＝ノルマン語で「死+報酬」を意味する。curfew（消灯時間）は「覆い+火」であり、夜間、すべての火に覆いをかけられる時間のことを指した。glamour（魅力）はアングロ＝ノルマン語のgrammeireから派生した語で、魅力に乏しいかもしれないが、現代英語のgrammar（文法）の語源でもある。中世のglamourは魔法や呪文を意味したと考えられている。
アングロ＝ノルマン語の影響はほぼ一方向的で、ノルマン朝時代の大陸領土に英語が流入した例はごくわずかである。ノルマンディー・コタンタン半島で用いられる行政用語forlenc（furrow（うね）より。furlongハロンも参照）や、19世紀のメートル法導入までノルマンディーで土地の計量単位として広く用いられたacre（エーカー）などの例がある。ほかに英語が大陸ノルマン語へ直接影響を与えた例（smuggle（密輸する）を意味するsmoglerなど）もあるが、これはアングロ＝ノルマン語が媒介したというよりは、むしろ後代の、英語との直接接触によるものである。

## 文献一覧
- Anglo-Norman Dictionary. Fascicles i (1977), ii (1981), iii (1983), iv (1985), v (1988), vi (1990), vii (1992); London, MHRA.
- BRAND, P., (1999), The languages of the law in later medieval England. In Trotter (2000a).
- BURGESS, Glyn S., (1995), Französische Skriptaformen IV. England. Les scriptae françaises IV. Angleterre. In Holtus, Günter/Metzeltin, Michael/Schmidt, Christian (eds.), Lexikon der Romanistischen Linguistik II, 2. Tübingen, 337-346.
- CLANCHY, M.T. (1993), From Memory to Written Record: England 1066-1307. 2nd edn. Oxford.
- COLLAS, J.P. (1964), (ed.), Year Books of Edward II, vol. xxv, London, “Problems of Language and Interpretation”, 14-127.
- DE JONG, Thera, (1988), “L’anglo normand du 13e siècle”, in VAN REENEN, P. & VAN REENEN STEIN, K. (eds.), Distributions spatiales et temporelles, constellations des manuscrits. Etudes de variation linguistique offertes à Anthonij Dees à l’occasion de son 60ème anniversaire, Amsterdam, 103 12.
- – (1996), “Anglo-French in the 13th and 14th Centuries: Continental or Insular Dialect”, in Nielsen/Schosler (1996), 55-70.
- DEES, A. (1985), “Dialectes et scriptae à l’époque de l’ancien français”, Revue de linguistique romane 49, 87 117.
- HUNT, Tony. (2000), Code-switching in medical texts. In Trotter (2000a).
- JEFFERSON, Lisa and ROTHWELL, W. (1997), “Society and lexis: a study of the Anglo-French vocabulary in the fifteenth-century accounts of the Merchants Taylors Company”. Zeitschrift für französische Sprache und Literatur, 107, 273-301.
- – (2000), “The Language and vocabulary of the fourteenth-and early fifteenth-century records of the Goldsmiths’ Company, in Trotter (2000a), 175-211.
- KRISTOL, Andres (1989), “Le début du rayonnement parisien et l’unité du français au Moyen Âge: le témoignage des manuels d’enseignement du français publiés en Angleterre entre le XIIIe et le début du XVe siècle”, Revue de linguistique romane 53, 335-367.
- – (1990), “L’enseignement du français en Angleterre (XIIIe-XVe siècles): les sources manuscrites”, Romania, 111, 298-330.
- – (2000), “L’intellectuel “anglo-normand”face à la pluralité des langues: le témoignage implicite du Ms Oxford, Magdalen Lat. 188”, in Trotter (2000a), 37- 52.
- LUSIGNAN, S., (1986), Parler vulgairement. Les intellectuels et la langue française aux XIIIe et XIVe siècles. Paris/Montréal.
- – (2005) La Langue des rois au Moyen Âge. Paris: PUF.
- MAITLAND F.W., (1903), Year Books of Edward II, Vol. I: 1 & 2 Edward II, London, Selden Society XVII,  Introduction, III, “Of The Anglo-French Language in the Early Year Books”, xxxiii-lxxxi.
- MENGER, L.E., (1904), The Anglo Norman Dialect, New York.
- MÖHREN, Frankwalt, (1974), “Apport des textes techniques à la lexicologie: terminologie anglo-normande de l’agriculture”, XIV Congresso Internazionale Di Linguistica e Filologia Romanza, Atti, t. 4, Napoli (Gaetano Macchiaroli, ed), Amsterdam, 143-157.
- – (1981), “Agn. AFRE / AVER. Eine wortgeschichtliche und wissenschaftsgeschichtliche Untersuchung”, Archiv für das Studium der neueren Sprachen und Literaturen 218,129-136.
- – (1997), “Unité et diversité du champ sémasiologique – l’exemple de l’Anglo-Norman Dictionary”, in De mot en mot. Aspects of medieval linguistics. Essays in honour of William Rothwell, (ed.) S. Gregory - D.A. Trotter, Cardiff (Univ. of Wales Press), 127-146.
- – (1986), Wort- und sachgeschichtliche Untersuchungen an französischen landwirtschaftlichen Texten, 13., 14. und 18. Jahrhundert (Seneschaucie, Menagier, Encyclopédie), Tübingen (Niemeyer).
- *– (2000), “One-fold lexicography for a manifold problem?”, In Trotter (2000a), 157-168.
- NIELSEN, Hans-Frede and SCHØSLER, Lene (eds), The Origins and Development of Emigrant Languages. Proceedings from the Second Rasmus Rask Colloquium, Odense University, November 1994, Odense.
- POPE, Mildred K., (1934), From Latin to Modern French. Manchester.
- POSTLES, D., (1995), “Noms de personnes en langue française dans l’Angleterre du moyen âge”, Le Moyen Age, 101, 7-21.
- RICHTER, M. (1979), Sprache und Gesellschaft im Mittelalter: Untersunchungen zur mündlichen Kommunikation in England von der Mitte des 11. bis zum Beginn des 14. Jahrhunderts. Stuttgart.
- ROTHWELL, W. (1968), “The teaching of French in medieval England”, Modern Language Review, 63, 37-46.
- – (1973), “Où en sont les études d’anglo-normand”, ZfSL, 83, 195-204.
- – (1976), “The role of French in thirteenth-century England”, Bulletin of the John Rylands University Library of Manchester, 58, 445-66.
- – (1976), “Medical and botanical terminology from Anglo-Nonnan sources”, Zeitschrift fiir französische Sprache und Literatur, 86, 221-60.
- *– (1978), “A quelle époque a-t-on cessé de parler français en Angleterre?” in Mélanges de philologie romane offerts d Charles Camproux (Montpellier, Centre d’estudis occitans), 1075-89.
- – (1979), “Anglo-French lexical contacts, old and new”, Modern Language Review, 74, 287-96.
- – (1980), “Lexical borrowing in a medieval context”, Bulletin of the John Rylands University Library of Manchester, 63, 118-43.
- – (1983), “Language and government in medieval England”, Zeitschrift fiir französische Sprache und Literatur, 93, 258-70.
- – (1985), “Stratford atte Bowe and Paris”, Modern Language Review, 80, 39-54.
- – (1985), “From Latin to Modern French: fifty years on”, Bulletin of the John RyIands University Library of Manchester, 68, 179-209.
- *– (1991), “The missing link in English etymology: Anglo-French”, Medium Aevum, 60, 173-96.
- *– (1992), “Chaucer and Stratford atte Bowe”, Bulletin of the John Rylands University Library of Manchester, 74, 3-28.
- *– (1993a), “The Legacy of Anglo-French: faux amis in French and English”, Zeitschrift für romanische Philologie, 109: 16-46.
- – (1993b), “The “Faus franceis d’Angleterre”: later Anglo-Norman”, In Short, Ian (ed.) Anglo-Norman Anniversary Essays, London, 309-326.
- – (1993), “From Latin to Anglo-French and Middle English: the role of the multi-lingual gloss”, Modern Language Review, 88, 581-99.
- *– (1994), “The trilingual England of Geoffrey Chaucer”, Studies in the Age of Chaucer, 16, 45-67.
- – (1996), “Adding insult to injury: the English who curse in borrowed French”, in Nielsen/Schosler (1996), 41-54.
- – (1996), “Playing follow my leader in Anglo-Norman studies”, Journal of French Language Studies, 6, 177-210.
- – (1996), “The Anglo-French element in the vulgar register of Late Middle English”, Neuphilologische Mitteilungen, 97, 423-36.
- – (1997), “Anglo-Norman at the (Green -)Grocers”, French Studies (forthcoming 1997).
- – (1999a), “Two verderers and fractured French”, French Studies Bulletin.
- – (1999b), “Aspects of lexical and morphosyntactical mixing in the languages of medieval England”. In Trotter (2000a).
- *– (1999), “Sugar and Spice and All Things Nice: From Oriental Bazar to English Cloister in Anglo-French”, Modern Language Review 94, 647-659..
- – (2000), “The Trial Scene in Lanval and the Development of the Legal Register”, Neuphilologische Mitteilungen 101, 17-36.
- – (2001a), “Stratford atte Bowe Revisited”, Chaucer Review 36, 184-207.
- *– (2001b) “English and French in England after 1362”, English Studies 82, 539-559.
- *– (2001c), “Arrivals and departures: the adoption of French terminology into Middle English”, in English Studies, 144-165
- – (2001d), “OED, MED, AND: the making of a new dictionary of English”, Anglia: Zeitschrift für Englische Philologie, Band 119, Heft 4, 527-553.
- – (2002), “The semantic field of Old French Astele: the pitfalls of the medieval gloss in lexicography”, French Language Studies, 12, 203-220.
- – (2004) “Henry of Lancaster and Geoffrey Chaucer: Anglo-French and Middle English in Fourteenth-Century England”, Modern Language Review 99, 313-27.
- – (2005) “The Problem of the English Dribble, Drivel, Drizzle and Trickle: The Role of Semantics in Etymology”, Anglia: Zeitschrift für Englische Philologie 123, 191-203.
- – (2006) “Anglo-French and English Society in Chaucer’s ‘The Reeve’s Tale’“, English Studies: A Journal of English Language and Literature 87, 511-38.
- – (2007) “Synonymity and Semantic Variability in Medieval French and Middle English”, Modern Language Review 102:2, 363-80.
- – (2008) “Anglo-French in Rural England in the Later Thirteenth Century: Walter of Bibbesworth’s Tretiz and the Agricultural Treatises”, Vox Romanica 67, 100-132.
- SCHENDL, H. (1999), “Linguistic aspects of code-switching in medieval English texts”. In Trotter (2000a).
- *SHORT, I., (1980), “On Bilingualism in Anglo Norman England”, Romance Philology, 33, 467 79.
- *– (1995), “Tam Angli quam Franci: Self-definition in Anglo-Norman England”, Anglo-Norman Studies xviii, 153-175.
- *- (2007), Manual of Anglo-Norman (Anglo-Norman Text Society, Occasional

pubns., 7) (London: Anglo-Norman Text Society).
- *- (2009), "L'anglo-normand au siècle de Chaucer: un regain de statistiques",

in: Kappler, Claire and Thiolier-Méjean, Suzanne (eds.), Le Plurilinguisme au  Moyen Age (Paris: L'Harmattan), 67-77.
- TROTTER, D.A. (1994), “L’anglo-français au Pays de Galles: une enquête préliminaire”, Revue de linguistique romane, 58: 461-88.
- – (1996), “Language contact and lexicography: the case of Anglo Norman”, in Nielsen/Schøsler (1996), 21-39.
- *– (1997), “Mossenhor, fet metre aquesta letra en bon francés: Anglo-French in Gascony”, In Gregory, Stewart and Trotter, D.A. (eds), De mot en mot: Essays in honour of William Rothwell, Cardiff, 199-222.
- – (1998b), “Les néologismes de l’anglo-français et le FEW”, Le Moyen Français 39-41, 577-636.
- *– (1998c), “Some Lexical Gleanings from Anglo-French Gascony”, Zeitschrift für romanische Philologie 114, 53-72.
- – (1998d), “Translations and loanwords: some Anglo-Norman evidence”, In Ellis, R., Tixier, R. and Weitemeier, B. (eds), The Medieval Translator 6: Proceedings of the International Conference of Göttingen (22–25 July 1996), Louvain-la-Neuve, 20-39.
- – (2000a), Multilingualism in Later Medieval Britain: Proceedings of the 1997 Aberystwyth Colloquium, Cambridge.
- – (2000b), “L’avenir de la lexicographie anglo-normande: vers une refonte de l’Anglo-Norman Dictionary?”, Revue de linguistique romane, 64 (2000), 391-407.
- – (2000c), “Anglo-Norman”, in Glanville Price (ed.), Languages of the British Isles (Oxford: Blackwell), 197-206.
- – (2003a), “The Anglo-French lexis of the Ancrene Wisse: a re-evaluation”, in A Companion to ‘Ancrene Wisse’, ed. Yoko Wada (Cambridge: Boydell & Brewer, 2003), 83-101
- – (2003b), “Langues en contact en Gascogne médiévale”, in Actas del XXIII Congreso Internacional de Lingüística y Filología Románica, Salamanca, 2001, III. Tübingen.
- – (2003c), “Not as eccentric as it looks: Anglo-Norman and French French”, Forum for Modern Language Studies, 39, 427-438.
- – (2003d), “The Anglo-French lexis of the Ancrene Wisse: a re-evaluation”, in WADA, Yoko (éd.) A Companion to ‘Ancrene Wisse’, ed. Yoko Wada, Cambridge, 83-101.
- – (2003e), “Oceano vox: you never know where a ship comes from. On multilingualism and language-mixing in medieval Britain”, in Kurt Braunmüller & Gisella Ferraresi (eds.), Aspects of Multilingualism in European Language History (Amsterdam: John Benjamins), 18-33.
- – (2006a) “Language Contact, Multilingualism, and the Evidence Problem”, in: Schaefer, U. (ed.), The Beginnings of Standardization: Language and Culture in Fourteenth-Century England (Frankfurt: Peter Lang, 2006), 73–90.
- – (2006b) “Si le français n’y peut aller: Villers Cotterêts and mixed language documents from the Pyrenees”, in: Cowling, D.J. (ed.), Conceptions of Europe in Renaissance France: a Festschrift for Keith Cameron (Amsterdam: Rodopi, 2006), 77–97.
- – (2009) “Auxi bien dela come decea: l’anglo-normand en France”, in Sanda Reinheimer Rîpeanu (ed.), Stvdia Lingvistica in honorem  Mariæ Manoliu (Bucharest: Editura Universităţii din Bucureşti, 2009), 360-369.
- URELAND, P. Sture (ed.), (1991), Language Contact in the British Isles, Tübingen.
- VISING, Johan, (1923), Anglo Norman Language and Literature, London.
- WEINER, E.S.C., (1999), Medieval multilingualism and the revision of the OED. In Trotter (2000a), 169-174.
- WOGAN-BROWNE, J. et al. (eds.), Language and Culture in Medieval Britain: the French of England c.1100-c.1500 (York: York Medieval Press/Boydell & Brewer, 2009)
- WRIGHT, Laura, (1996), Sources of London English: Medieval Thames Vocabulary. Oxford.